# Rory McIlroy
Rory McIlroy MBE (Holywood, 4 mei 1989) is een golfprofessional uit Noord-Ierland die uitkomt op de PGA Tour en de Europese PGA Tour.
Hij is voormalig nummer één op de Official World Golf Ranking en heeft tijdens zijn carrière meer dan 100 weken op die positie gestaan. Hij is een viervoudig majorkampioen door de US Open (2011), het PGA Championship (2012 en 2014) en The Open Championship (2014) te winnen. Samen met Jack Nicklaus en Tiger Woods is hij een van de drie spelers die vier majors heeft gewonnen voor zijn 25e levensjaar. Op 13 april 2025 won hij The Masters Tournament waarmee McIlroy de eerste European is die alle vier de majors heeft gewonnen. Hij is de zesde golfer ooit met een Grand Slam. De Amerikanen Tiger Woods, Jack Nicklaus, Ben Hogan en Gene Sarazen en de Zuid-Afrikaan Gary Player gingen hem voor.

## Amateur
Op 15-jarige leeftijd maakte McIlroy deel uit van het winnende Europese team op de Junior Ryder Cup in 2004, en een jaar later werd hij de jongste winnaar van zowel het West of Ireland Championship als het Irish Close Championship. Het jaar daarop verdedigde hij beide titels en won hij ook het Europees kampioenschap voor amateurs. Slechts een paar dagen na zijn 16e verjaardag maakte McIlroy zijn eerste opwachting op een toernooi van de Europese PGA Tour, namelijk de British Masters van 2005.
Eind 2004, op 15-jarige leeftijd, tekende hij een intentieverklaring om golf te spelen aan de East Tennessee State University in de Verenigde Staten. Na zijn overwinningen in amateurtoernooien van 2005 besloot hij af te zien van de studiebeurs en door te gaan met amateurgolf in Europa.
In februari 2007 stond hij een week lang bovenaan de wereldranglijst voor amateurs en mocht hij deelnemen aan The Open Championship van dat jaar. Hier eindigde hij op een gedeeld 42e plaats, en won hij de Silver Medal als beste amateur.
Op 17-jarige leeftijd haalde hij voor de eerste keer de cut op de Dubai Desert Classic van 2007, maar vanwege zijn amateurstatus mocht hij het bijbehorende prijzengeld niet accepteren.

## Professional
In september 2007 besloot McIlroy om professional te worden, en door uitnodigingen op verschillende toernooien verdiende hij genoeg prijzengeld op de Europese PGA Tour om een Tour-kaart te krijgen voor het daaropvolgende seizoen. Aan het einde van 2007 bevond hij zich op de 95e plaats van de European Tour Order of Merit, en een jaar later was hij reeds gestegen naar de 50e plaats.
In februari 2009 behaalde hij zijn allereerste toernooizege door de Dubai Desert Classic op zijn naam te schrijven, en hij klom daarmee naar een 16e plaats op de wereldranglijst. Na een derde plaats op het PGA Championship en een tweede plaats op het Dubai World Championship eindigde McIlroy aan het einde van 2009 als tweede in de Race to Dubai. Hiermee behaalde hij ook voor de eerste keer de top 10 van de wereldranglijst. Hierop besloot McIlroy om vanaf 2010 ook op de PGA Tour te gaan spelen.
In mei 2010 behaalde hij zijn eerste overwinning op de PGA Tour door op het Quail Hollow Championship met een baanrecord het toernooi te winnen. Nadat hij voor de eerste keer had meegespeeld op de Ryder Cup in 2010, en met het Europese team wist te winnen, kondigde hij in november van dat jaar aan dat hij weer fulltime op de Europese PGA Tour zou gaan spelen, en slechts 11 of 12 toernooien per jaar in de VS zou blijven spelen. Hij schreef de beslissing toe aan het feit dat hij hechtere vrienden had op de Europese Tour, zijn aandeel in de Ryder Cup-overwinning en het feit dat hij dichter bij zijn vriendin en familie wilde zijn. McIlroy verklaarde later dat hij spijt had van zijn beslissing in 2010 om zijn PGA Tour-kaart op te geven, en het bleek dat McIlroy's manager Chubby Chandler's afkeer van de PGA Tour hem had overgehaald en dit ook een van de belangrijkste redenen voor hun latere professionele breuk.
Na enkele topnoteringen op majortoernooien in 2010 en 2011, waar hij meerdere keren de leiding uit handen gegeven had, won McIlroy in juni 2011 met de US Open zijn allereerste major. Hij behaalde zijn beste score ooit op dit toernooi door 16 slagen onder par te spelen, waarmee hij tevens het oude record (-12) op de US Open verbeterde. Mede door blessures beleefde hij een teleurstellend najaar in 2011, en hij wist pas in november en december met de Lake Malaren Shanghai Masters en de UBS Hong Kong Open opnieuw twee toernooien te winnen.
Door in maart 2012 de Honda Classic te winnen behaalde McIlroy voor de eerste keer de nummer één op de wereldranglijst. Met slechts 22 jaar werd hij daarmee de op één na jongste nummer één van de wereld. In augustus van dat jaar behaalde hij zijn tweede majoroverwinning door het PGA Championship op zijn naam te schrijven. Hier vestigde hij een record door de grootste voorsprong (8 slagen) te hebben na 72 holes op deze major, en verbeterde hij de zeven slagen voorsprong van Jack Nicklaus. In september van dat jaar speelde hij opnieuw op de Ryder Cup, waar hij voor de tweede keer met het Europese team wist te winnen. Eind 2012 won hij op de Europese PGA Tour ook de DP World Tour Championship, het eindtoernooi in Dubai. 
McIlroy begon 2013 met hoge aspiraties, maar deed het in de eerste toernooien van het jaar minder goed. Hij worstelde met een verandering van uitrusting, nadat hij in januari een grote kledingdeal met Nike had getekend. Zijn eerste en enige overwinning van het jaar behaalde McIlroy op de Australaziatische PGA Tour door in december het Emirates Australian Open te winnen.
2014 was dan weer een bijzonder succesvol jaar voor de Noord-Ier, wat begon met zijn overwinning op de BMW PGA Championship. Twee maanden later won hij op de Royal Liverpool Golf Club voor de eerste keer The Open Championship. In augustus van dat jaar wist hij tweemaal toe te slaan, door achtereenvolgend de WGC-Bridgestone Invitational te winnen en met het PGA Championship zijn vierde majortitel te behalen. Daarnaast won McIlroy ook de Race to Dubai van de Europese PGA Tour, en wist hij met het Europese team voor de derde keer op rij de Ryder Cup te winnen.
In 2015 won McIlroy reeds bij zijn tweede toernooideelname, de Omega Dubai Desert Classic op de Europese PGA Tour. Op 3 mei van dat jaar won hij de finale van het WGC-Cadillac Match Play Championship, wat zijn tweede succes in een World Golf Championship-toernooi werd. Niet veel later won hij ook het Wells Fargo Championship. McIlroy werd daarmee na Tiger Woods en Jack Nicklaus de derde speler die voor zijn 25e reeds 10 PGA Tour-evenementen en vier majors kon winnen.
In 2016 behaalde McIlroy zijn eerste overwinning van het jaar op de Irish Open in mei, een toernooi dat werd georganiseerd door zijn eigen Rory Foundation. Op 5 september won hij met het Deutsche Bank Championship in Norton, Massachusetts zijn eerste PGA Tour-titel van het jaar. Tijdens het laatste evenement van het PGA Tour-seizoen, het 2016 Tour Championship, overwon McIlroy een achterstand van twee slagen om een play-off af te dwingen en het toernooi uiteindelijk te winnen. Hiermee won McIlroy voor de eerste keer in zijn carrière de FedEx Cup. Op de Ryder Cup van 2016 vormde McIlroy een succesvol duo met Thomas Pieters. Desondanks verloor McIlroy voor het eerst sinds zijn eerste deelname de Ryder Cup.
In 2017 lukte het McIlroy niet om een toernooi te winnen, en het was pas met de Arnold Palmer Invitational in maart 2018 dat hij opnieuw een toernooi kon winnen op de PGA Tour. In september 2018 kwalificeerde McIlroy zich voor het Europese team van de Ryder Cup. Team Europa versloeg Team USA in Frankrijk, wat de derde Ryder Cup-zege van McIlroy betekende.
Op 17 maart 2019 won hij voor het eerst het Players Championship, wat zijn 15e toernooioverwinning op de PGA Tour was. In juni 2019 won McIlroy ook het Canadian Open. Hij voltooide daarmee de Triple Crown, door de drie oudste toernooien van de PGA Tour (The Open Championship, het US Open en het Canadian Open) te winnen. Aan het einde van 2019 won hij voor de tweede keer het Tour Championship en de FedEx Cup.
Nadat hij in 2020 geen officiële toernooien wist te winnen, lukte het McIlroy in het voorjaar van 2021 om het Wells Fargo Championship voor de derde keer op zijn naam te schrijven. In augustus eindigde McIlroy namens Noord-Ierland op een gedeelde derde plaats op de Olympische Spelen, waarin hij de play-off voor de bronzen medaille verloor. In september speelde McIlroy in het Europese team op de Ryder Cup in Wisconsin. Het Amerikaanse team won dit toernooi met 19-9. In oktober won McIlroy de CJ Cup door een achterstand van 9 slagen recht te zetten en met één slag voorsprong van Collin Morikawa te winnen. Deze toernooioverwinning was zijn 20e PGA Tour-zege, waarmee hij levenslang lid mag blijven van de PGA Tour. Hij werd pas de zesde speler sinds 1960 die 20 overwinningen op de tour behaalde voor zijn 33e verjaardag. In november 2021 stond McIlroy 54 holes aan de leiding op het DP World Tour Championship in Dubai, en kon hij de eerste speler worden die het evenement drie keer zou winnen. Door een slechte finish op de laatste negen holes viel hij terug in de eindstand.
In juni 2022 verdedigde McIlroy met succes zijn titel op de RBC Canadian Open. Ondanks dat hij weer geen majortitel kon winnen, behaalde McIlroy wel top 10-klasseringen in alle majortoernooien van 2022. Op 28 augustus schreef McIlroy opnieuw geschiedenis door zijn derde Tour Championship en derde FedEx Cup-overwinning op te eisen. Hiermee overtrof hij Tiger Woods's twee overwinningen. In oktober van dat jaar verdedigde McIlroy met succes zijn titel op de CJ Cup, en kwam hij opnieuw op de eerste plaats te staan van de Official World Golf Ranking. In november nam McIlroy deel aan het DP World Tour Championship op de Europese PGA Tour, waar hij het toernooi als leider van de DP World Tour Ranking inging. Met een vierde plaats in de eindstand was het voldoende voor McIlroy om eerste in de ranglijst te blijven en zijn vierde Harry Vardon Trophy te winnen.
McIlroy begon het 2023 succesvol met het winnen van de Hero Dubai Desert Classic op de Europese PGA Tour. Buiten de Masters wist hij dit jaar opnieuw top-10 noteringen te behalen op de majortoernooien, waar hij vooral op de US Open dicht bij de overwinning kwam maar op één slag achter Wyndham Clark strandde. In september 2023 speelde McIlroy zijn vijfde Ryder Cup namens het Europese team. Het Europese team won in Rome met 16,5-11,5, wat voor McIlroy zijn vierde Ryder Cup-zege betekende.

## Gewonnen toernooien

### PGA  Tour
- Quail Hollow Championship/Wells Fargo Championship (2010, 2015, 2021, 2024)
- US Open (2011)
- The Honda Classic (2012)
- PGA Championship (2012, 2014)
- Deutsche Bank Championship (2012, 2016)
- BMW Championship (2012)
- The Open Championship (2014)
- WGC-Bridgestone Invitational (2014)
- WGC-Cadillac Match Play (2015)
- Tour Championship (2016, 2019, 2022)
- Arnold Palmer Invitational (2018)
- The Players Championship (2019, 2025)
- RBC Canadian Open (2019, 2022)
- WGC-HSBC Champions (2019)
- CJ Cup (2021, 2022)
- Genesis Scottish Open (2023)
- Zurich Classic of New Orleans (2024 - Met Shane Lowry )
- AT&T Pebble Beach Pro-Am (2025)
- The Masters (2025)

### Europese PGA Tour
- Dubai Desert Classic (2009, 2015, 2023, 2024)
- DP World Tour Championship, Dubai (2012, 2015, 2024)
- Dubai Duty Free Irish Open (2016)
- Genesis Scottish Open (2023)

### Kampioenschappen
- FedEx Cup (2016, 2019, 2022)
- Race To Dubai/DP World Tour Rankings (2012, 2014, 2015, 2022, 2023)
- Ryder Cup (2010, 2012, 2018, 2023)

### Australaziatische PGA Tour
- UBS Hong Kong Open 2011
- Emirates Australian Open (2013)

### Overige overwinningen
- Lough Erne Challenge (2009, 2010)
- Lake Malaren Shanghai Masters (2011)
- TaylorMade Driving Relief - met Dustin Johnson (2020)